# Tetragastris occhionii
Tetragastris occhionii är en tvåhjärtbladig växtart som först beskrevs av Carlos Toledo Rizzini, och fick sitt nu gällande namn av D.C. Daly. Tetragastris occhionii ingår i släktet Tetragastris och familjen Burseraceae. Inga underarter finns listade i Catalogue of Life.